# Audi RS3

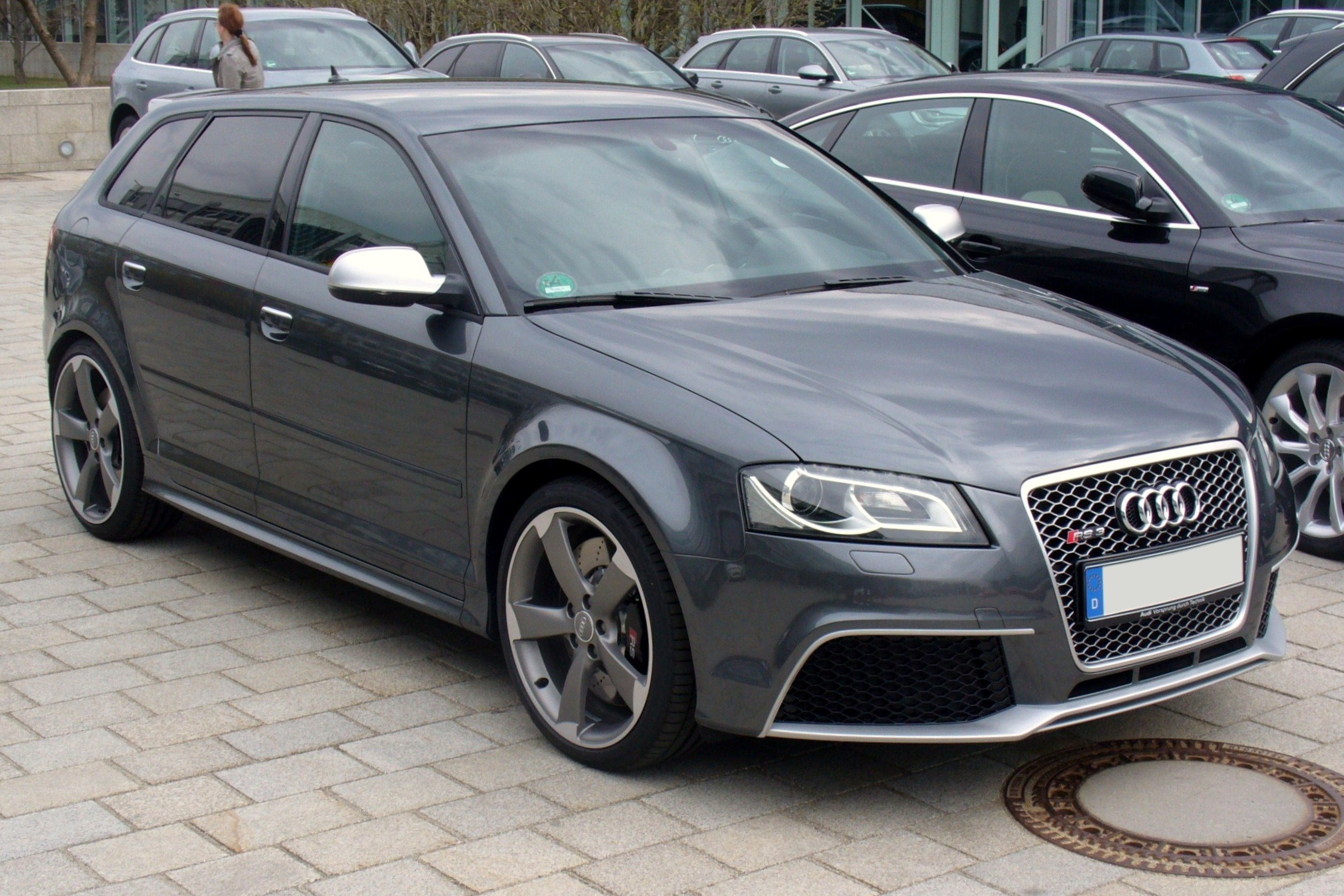
Audi RS 3 Sportback

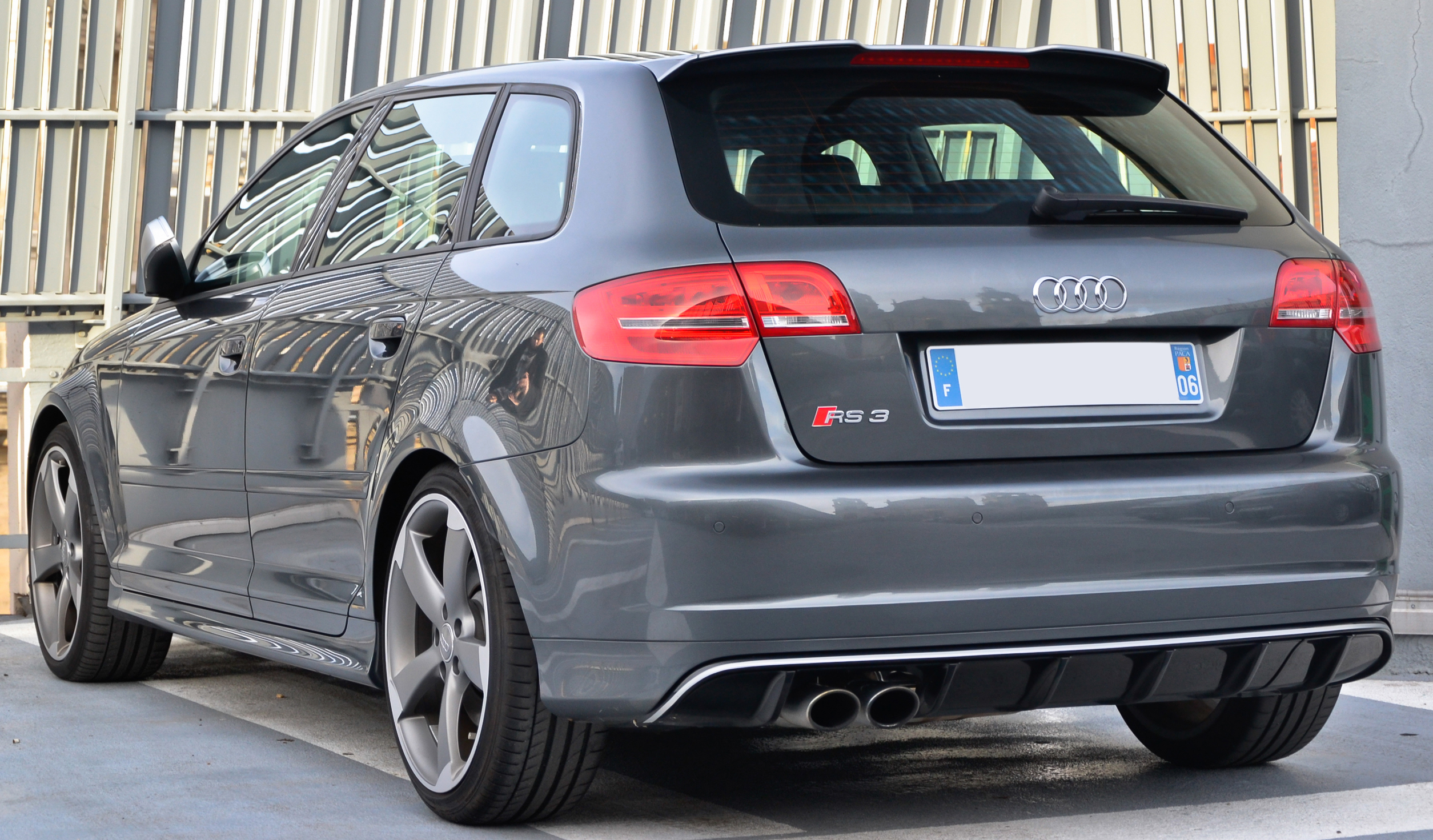
Audi RS 3 Sportback

Audi RS3 é um veículo automotor produzido pela marca automobilística alemã Audi. É um carro da linha RS com potencia equivalente a 340 cv, com mais de 40kgfm de torque. 
Um de seus maiores destaques é a tração integral Quattro, desenvolvida pela Audi, fazendo com que o Carro seja seguro na pista, distribuindo o torque nas rodas dependendo da necessidade de momento. O carro é visado para esportividade, chegando assim de 0-100km/h em apenas 4,1 segundos, e com velocidade máxima bloqueada a 250km/h.
Seu motor é composto por partes de alumínio, para redução de peso e conta com 340 cavalos de potencia. Sua configuração é de 2,5 litros de capacidade volumétrica, com 5 cilindros, totalizando 20 válvulas. O carro gera em torno de 41 kgfm de torque a 1500 RPM. Possui grandes freios de cerâmica e/ou carbono, opcionais do cliente. Seu peso é de 1600 quilos. 
Alguns dos seus principais rivais são: Mercedes-Benz A45 AMG e o BMW M2 Pacote Competição. Seu tempo mais rápido no quarto de milha é de 12.1 segundos, à frente do BMW M2 e da Mercedes-Benz A45 AMG.
O RS3 é um carro esportivo mas que não deixa o conforto nem a utilidade de lado. De fato um carro de corrida feito para o dia-a-dia.

## Galeria
- Primeira geração (2011-2012)
- Segunda geração (2015-2020)
- Terceira geração (2021-presente)

## Referencias
https://www.cnet.com/roadshow/reviews/2018-audi-rs3-review/